# Home Nations Championship 1889
Home Nations Championship 1889 – siódma edycja Home Nations Championship, mistrzostw Wysp Brytyjskich w rugby union, rozegrana pomiędzy 2 lutego a 2 marca 1889 roku. W turnieju zwyciężyła Szkocja, która pokonała wszystkich rywali.
W turnieju nie wzięła udziału Anglia, która nie przystąpiła do International Rugby Football Board, przez co pozostałe kraje odmówiły rozgrywania z nią meczów.
Zgodnie z ówczesnymi zasadami punktowania, zwycięzcą meczu była drużyna z większą liczbą goli. Przy jednakowej liczbie goli zwyciężał natomiast zespół, który zdobył więcej przyłożeń.

## Mecze
| 2 lutego 1889 | Szkocja                 | 0G, 2P – 0G, 0P | Walia | Raeburn Place, Edynburg Sędzia: E. McAllister |
| 2 lutego 1889 | Punkty: Orr (P) Ker (P) | Relacja         |       | Raeburn Place, Edynburg Sędzia: E. McAllister |

| 16 lutego 1889 | Irlandia | 0G – 1G | Szkocja               | Ormeau Road, Belfast Sędzia: William Phillips |
| 16 lutego 1889 |          | Relacja | Punkty: Stevenson (G) | Ormeau Road, Belfast Sędzia: William Phillips |

| 2 marca 1889 | Walia | 0G, 0P – 0G, 2P | Irlandia                         | St. Helen's Ground, Swansea Sędzia: Bunny Wauchope |
| 2 marca 1889 |       | Relacja         | Punkty: Cotton (P) McDonnell (P) | St. Helen's Ground, Swansea Sędzia: Bunny Wauchope |